# Jalpuh
Jalpuh (rusky Ялпуг nebo ukrajinsky Ялпух) je limanové jezero v Budžaku na jihozápadě Oděské oblasti Ukrajiny poblíž delty Dunaje. Jezero má protáhlý tvar a rozšiřuje se od severu k jihu. Má rozlohu 134 km2 (délka 25 km, šířka 7 km), průměrnou hloubku 3 m a maximální hloubku 6 m.

## Vodní režim

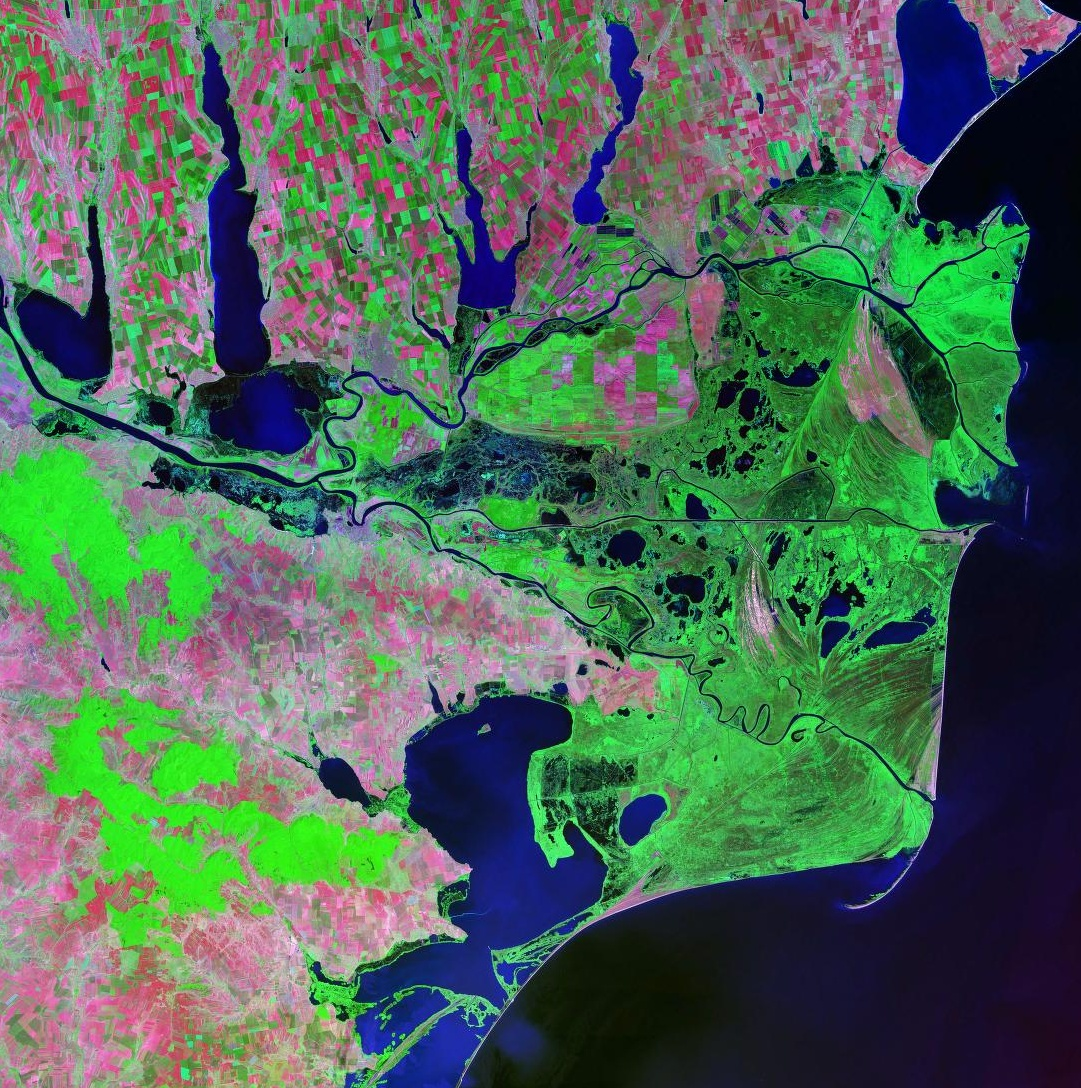
Dunajská delta a přilehlá jezera. Jalpuh je protáhlé jezero nahoře, druhé zleva

Ústí do něj řeka Jalpuh, významným zdrojem vody jsou rovněž dešťové a sněhové srážky. Na jihu je průtokem spojeno s Dunajem, spadá tedy do úmoří Černého moře. Průtoky je spojeno s jezery Kuhurkuj a Kahul. Hladina během roku kolísá až o 3 m, vyšší je na jaře (duben až červen) a nižší v zimě (prosinec až únor). Zamrzá v listopadu až lednu a rozmrzá v březnu.

## Osídlení pobřeží
Na břehu jezera leží město Bolhrad a nedaleko od jezera také město Izmajil.